# EPrix Rzymu 2021

Circuto Cittadino dell'EUR w Rzymie

ePrix Rzymu 2021 – trzeci i czwarty wyścig Formuły E w sezonie 2020/2021. Zawody odbyły się w dniach 10-11 kwietnia 2021 roku na torze Circuto Cittadino dell’EUR w Rzymie.  

## Wyniki

### 1 wyścig

#### Pole Position
Pole Position zdobył Stoffel Vandoorne.

#### Wyścig
Źródło: 
| Poz. | Zawodnik           | Zespół                           |
| ---- | ------------------ | -------------------------------- |
| 1.   | Jean-Éric Vergne   | DS Techeetah                     |
| 2.   | Sam Bird           | Jaguar Racing                    |
| 3.   | Mitch Evans        | Jaguar Racing                    |
| 4.   | Robin Frijns       | Envision Virgin Racing           |
| 5.   | Sebastian Buemi    | Nissan e.Dams                    |
| 6.   | René Rast          | Audi Sport ABT Schaeffler        |
| 7.   | Pascal Wehrlein    | TAG Heuer Porsche Formula E Team |
| 8.   | Alex Lynn          | Mahindra Racing                  |
| 9.   | Maximilian Günther | BMW i Andretti Autosport         |
| 10.  | Nick Cassidy       | Envision Virgin Racing           |
| ...  |                    |                                  |

### 2 wyścig

#### Pole Position
Pole Position zdobył Nick Cassidy.

#### Wyścig
Źródło: 
| Poz. | Zawodnik               | Zespół                           |
| ---- | ---------------------- | -------------------------------- |
| 1.   | Stoffel Vandoorne      | Mercedes EQ Formula E Team       |
| 2.   | Alexander Sims         | Mahindra Racing                  |
| 3.   | Pascal Wehrlein        | TAG Heuer Porsche Formula E Team |
| 4.   | Edoardo Mortara        | ROKiT Venturi Racing             |
| 5.   | Maximilian Günther     | BMW i Andretti Autosport         |
| 6.   | Mitch Evans            | Jaguar Racing                    |
| 7.   | António Félix da Costa | DS Techeetah                     |
| 8.   | Sebastian Buemi        | Nissan e.Dams                    |
| 9.   | Tom Blomqvist          | NIO 333 FE Team                  |
| 10.  | Nico Müller            | Dragon/Penske Autosport          |
| ...  |                        |                                  |